# Месхи, Давид
Давит Месхи (20 сентября 1997, Тбилиси, Грузия) — грузинский регбист, выступающий за клуб «Енисей-СТМ» и молодежную сборную Грузии.

## Карьера игрока
С 2016 года выступал за клуб из Тбилиси «Армия». Зимой 2019 года прибыл на просмотр в «Енисей-СТМ». По итогам сборов подписал полноценный контракт. Первый матч сыграл в 1/2 финала Континентального щита против румынского клуба «Тимишоара Сараценз», где во втором полуфинале отметился попыткой. В чемпионате России 2019 года дебютировал в 1-м туре в матче против «Славы».
Выступал за молодежную сборную Грузии (U-20). Сыграл на молодежном чемпионате мира 2017 года, проходившим в Грузии.